# フランチェスコ・ジャンベルティの肖像
『フランチェスコ・ジャンベルティの肖像』（フランチェスコ・ジャンベルティのしょうぞう、伊: Ritratto di Francesco Giamberti）は、ピエロ・ディ・コジモによる板上の油彩画で、1485年ごろに制作された。現在、アムステルダム国立美術館に所蔵されている。背景の細部は、フーゴー・ファン・デル・グースの影響を示している。

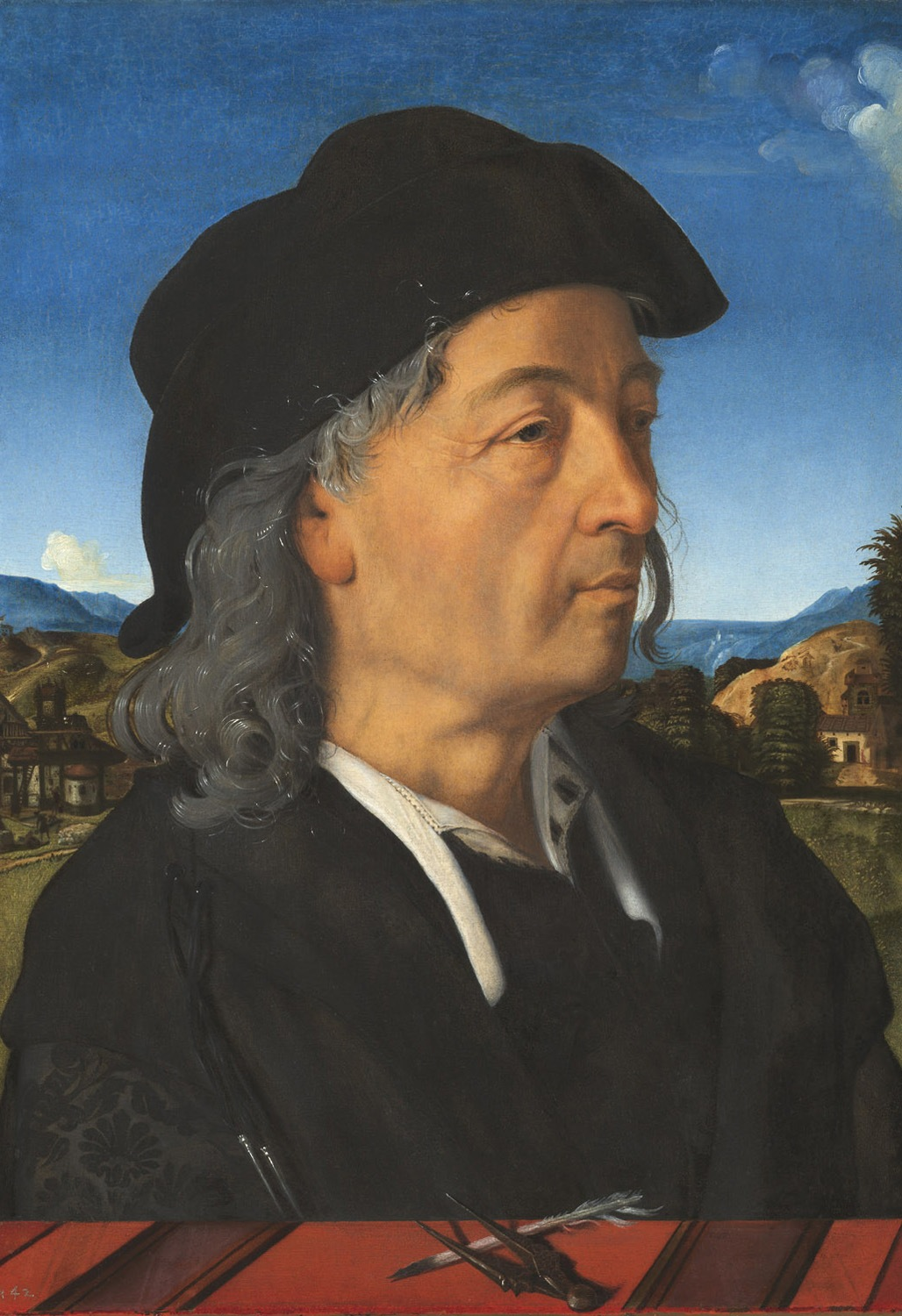
『ジュリアーノの肖像』、アムステルダム国立美術館所蔵の対作品

モデルの人物は、コジモ・デ・メディチとメディチ家のために働き、音楽を作曲し、メディチ家が依頼した家具の一つの基部に楽譜を刻んだ家具彫刻家であった。ジャンベルティは、おそらく教皇庁のためにも働いた。さらに、おそらくフィレンツェのサンガッロ門の側に所有していた財産にちなんで、「サンガッロ」という名前の、トスカーナの主要な建築家と芸術家の一家を創設した。ジュリアーノ・ダ・サンガッロとアントニオ・ダ・サンガッロ (父)はフランチェスコ・ジャンベルティの息子であり、アントニオ・ダ・サンガッロ （子）、バスティアーノ・ダ・サンガッロとフランチェスコ・ダ・サンガッロは孫であった。ピエロ・ディ・コジモに自分自身と自分の父親の二重の肖像画を制作するよう依頼したのはジュリアーノであり、おそらく父親の肖像にはデスマスクが使用された。